# Aede (astronomia)
Aede (dal greco Αοιδή; anche nota come Giove XLI) è un satellite naturale minore del pianeta Giove. È caratterizzata da un movimento retrogrado ed appartiene al gruppo di Pasifae, costituito da satelliti irregolari e retrogradi che orbitano ad una distanza che varia fra 22,8 e 24,1 milioni di km dal pianeta, con un'inclinazione orbitale compresa fra 144,5° e 158,3°.
Secondo alcune fonti nella mitologia greca Aede è una delle tre muse originarie, precisamente la musa del canto; come le altre, è figlia di Zeus e Mnemosine.